# Trojanka (rejon hołowaniwski)
Trojanka (ukr. Троянка) – wieś na Ukrainie w rejonie hołowaniwskim, obwodu kirowohradzkiego, na wschodnich krańcach Podola.

## Historia
W czasach I Rzeczypospolitej wieś leżała w województwie bracławskim w prowincji małopolskiej Korony Królestwa Polskiego. W 1789 była prywatną wsią w kluczu hołowaniewskim, należącą do Potockich. Odpadła od Polski w wyniku II rozbioru.
Od XIX wieku siedziba dóbr Rusieckich. W tutejszym majątku urodził się Stanisław Filip Rusiecki, syn Józefa, który znacznie powiększył zbiory starożytności, stając się jednym z czołowych polskich kolekcjonerów antyków i znawców dawnego szkła.

## Pałac
- rezydencja wybudowana przez Rusieckich[3].